# Botiga de descompte

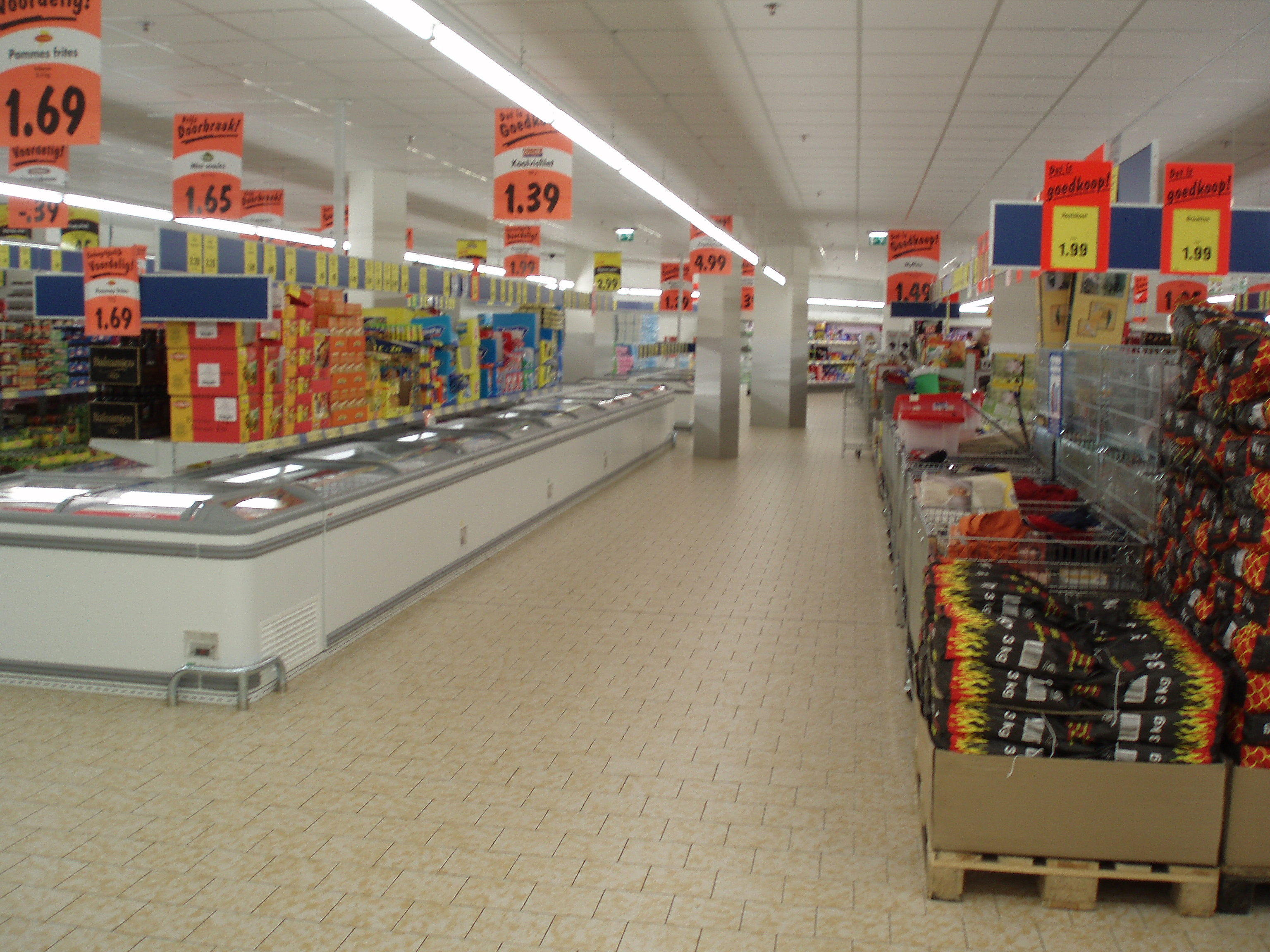
Interior d'un establiment Lidl.

En distribució, els establiments de descompte (genèricament canal descompte) són una fórmula comercial de venda minorista o al detall de productes d'alimentació i drogueria caracteritzada per: oferir en autoservei un assortiment limitat, ampli en els tipus d'articles que hi trobem però poc profund en el nombre de referències de cadascun d'ells, on s'aposta per la marca de distribuïdor, amb una política constant de preus ajustats, que s'aconsegueix amb el control sistemàtic dels costos.
En la seva versió més extrema i primerenca es troba l'anomenat descompte dur o super descompte (hard discount), que són establiments petits, de menys de 700 m2 de sala de vendes, amb quatre caixes com a màxim i una decoració mínima, que podrien ser els Lidl dels primers anys (1994 a 2000), els DIA o els Zero.

## Simplificació
Els establiments de descompte solen oferir preus més baixos que altres establiments de venda minorista d'alimentació, com ara supermercats o hipermercats.
La reducció del preu d'un article concret implica una minva en el marge brut unitari. Per contrarestar aquesta pèrdua de marge dels establiments de descompte aposten, entre d'altres, per la simplificació de la botiga per abaratir els costos.
Per aconseguir costos més baixos aquests establiments necessiten pertànyer a grans cadenes amb central de compres pròpia o bé estar incorporades a grans centrals de compra. D'aquesta manera guanyen volum de compra i poden negociar millor amb els proveïdors el seu marge i donar un preu de venda més atractiu als consumidors.
Als establiments de descompte es redueixen també els costos relacionats amb la presentació de la mercaderia a la botiga, exposant el producte directament dins del seu embalatge. Algunes cadenes situen les caixes expositores en els lineals però altres arriben a exposar el producte sobre els mateixos palets de transport. D'aquesta manera el personal de botiga accelera la reposició dels productes.
Per a reduir el cost de personal empren la fórmula de l'autoservei i amb molt pocs empleats que exerceixen diverses funcions: atendre el camió quan arriba i fer la descàrrega, fer comandes a magatzem, reposar producte a la botiga, recollir cartons i plàstics, atendre a la caixa, coure el pa, etc.
Els establiments de descompte solen reduir les despeses generals controlant al màxim els costos relacionats amb la decoració interior de la botiga, el mobiliari, que és pràctic i de bona qualitat, l'energia elèctrica, la publicitat i d'altres.
Els establiments de descompte s'ubiquen tant al centre de les ciutats, com a la perifèria dels municipis, en aquest cas solen tenir aparcament propi.
Als establiments de descompte hi sol haver una zona de petit basar on s'ofereixen setmanalment a un preu molt atractiu articles que no són d'alimentació, com: d'electrònica, ferreteria, bricolatge, tèxtils etc.

## Cadenes de descompte

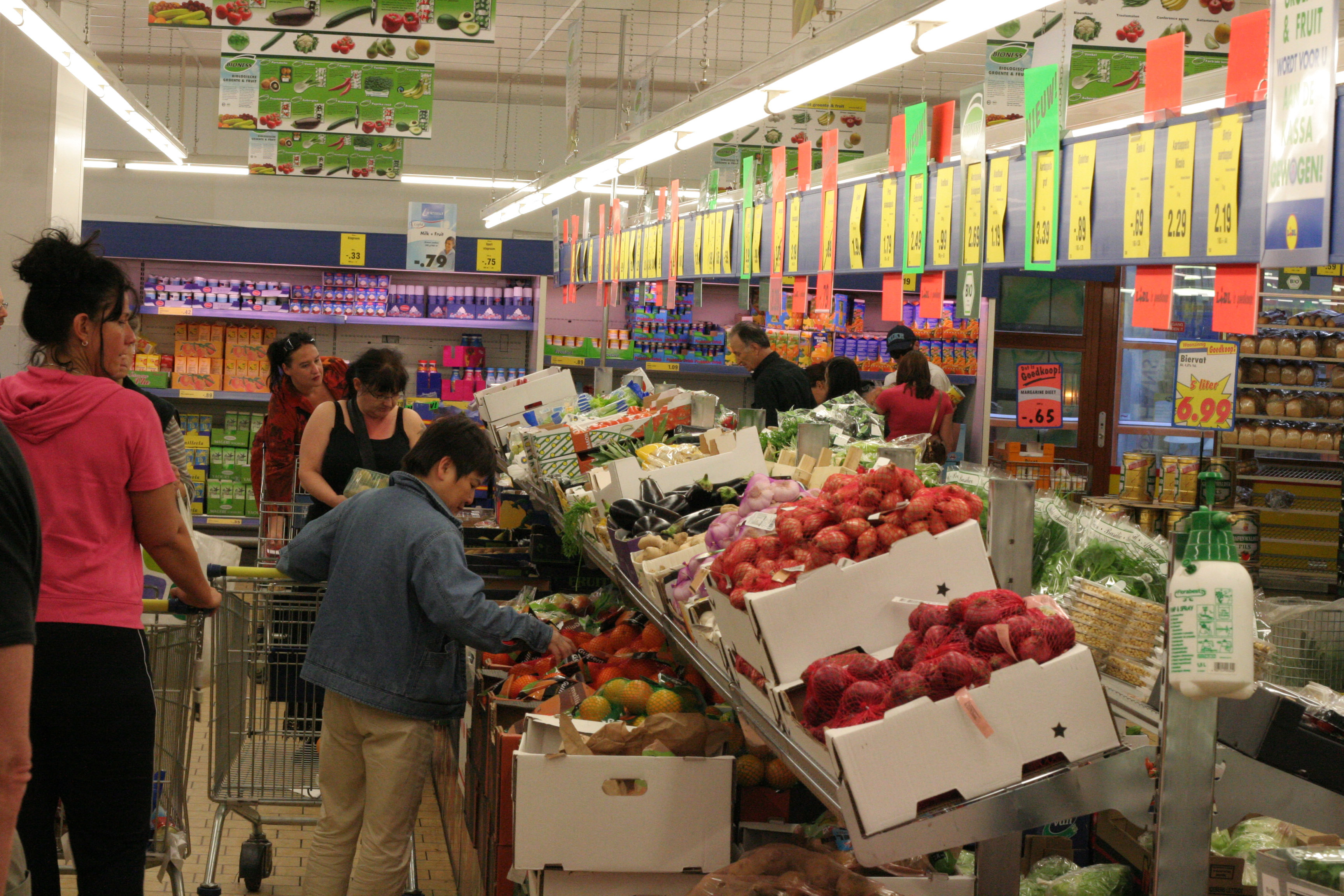
Fruiteria-botiga de verdures en un establiment Lidl, a Utrecht, Països Baixos.

Algunes de les cadenes més conegudes són:
- Zero, del grup català Miquel Alimentació. Desapareguda al 2002.
- Lidl, pertanyent al grup alemany Schwarz.
- Aldi, Nord i Süd, que pertanyen al grup alemany d'igual nom. A Espanya opera Aldi Nord
- Wal-Mart, el detallista més gran del món, opera més de 1.300 establiments de descompte als EUA.
- Dia, pertanyent al grup espanyol d'igual nom.
- Netto, pertanyent al grup francès Intermarché.
- Ekono, pertanyent al grup xilè-nord-americà Walmart Xile.
- Plus, que pertanyia al grup alemany Tengelmann i que després de la seva compra al 2007 per Carrefour va ser absorbida per Dia.